# Lobophytum delectum
Lobophytum delectum is een zachte koraalsoort uit de familie Alcyoniidae. De koraalsoort komt uit het geslacht Lobophytum. Lobophytum delectum werd in 1966 voor het eerst wetenschappelijk beschreven door Tixier-Durivault. 